# Масерија Мурата (Козенца)
Масерија Мурата је насеље у Италији у округу Козенца, региону Калабрија.
Према процени из 2011. у насељу је живело 143 становника. Насеље се налази на надморској висини од 39 м.